# Rectoria de Sant Esteve d'Olzinelles
La Rectoria de Sant Esteve d'Olzinelles és una obra de Sant Celoni (Vallès Oriental) inclosa a l'Inventari del Patrimoni Arquitectònic de Catalunya. És un edifici unit a l'església de Sant Esteve d'Olzinelles, de planta rectangular. Consta de planta baixa i dos pisos, coberta a dos vessants. La façana està en males condicions, té una porta d'entrada d'arc de mig punt i a sobre un xic desplaçat hi ha un rellotge de sol molt descolorit.

## Història
Olzinelles fou una parròquia independent i tenia com a sufragària a la de Vilardell. En el 1927 va ser agregada a igual que Vilardell al municipi de Sant Celoni. Se sap que el 1511 ni Vilardell ni Olzinelles tenien casa rectoral, a Vilardell només hi havia ruïnes de la que havia tingut, i a Olzinelles ni això.